# Zach Wilson
Pour les articles homonymes, voir Wilson.
(en) Statistiques sur pro-football-reference
Zach Wilson, né le 3 août 1999 à Draper, est un sportif professionnel américain de football américain jouant au poste de quarterback dans la National Football League (NFL) depuis la saison 2021, et pour les Dolphins de Miami dès 2025.
Au niveau universitaire, il a joué pour les Cougars de l'université Brigham-Young (BYU) pendant trois saisons dans la NCAA Division I FBS (2018-2020) avant d'être sélectionné au 2e rang lors du premier tour de la draft 2021 de la NFL par la franchise des Jets de New York.
Titulaire au cours de ses trois premières saisons, son jeu irrégulier poussent les Jets à l'échanger en avril 2024 aux Broncos de Denver. N'ayant participé à aucun match avec les Broncos, il rejoint les Dolphins en mars 2025.

## Biographie

### Carrière professionnelle

#### Draft
Zach Wilson est sélectionné en 2e choix global lors du premier tour de la draft 2021 de la NFL par la franchise des Jets de New York,.

#### Jets de New York
Le 19 juillet 2021, Zach Wilson signe un contrat de 4 ans (avec option de 5e année) pour un montant de 35,15 millions de dollars entièrement garantis avec une prime à la signature de 22,9 millions,.

#### Broncos de Denver
Le 22 avril 2024, Wilson est échangé  aux Broncos de Denver avec leur choix de septième tour de la draft 2024, contre un choix de sixième tour de cette même draft,.
Les Broncos n'activent pas l'option de cinquième année du contrat de Wilson faisant de lui un agent libre après la saison 2024. Les Broncos annoncent que Wilson commencera la saison en tant que 3e quarterback de la franchise derrière Bo Nix et Jarrett Stidham (en). Il ne participe finalement à aucun match de la saison.

#### Dolphins de Miami
Le 17 mars 2025, Wilson signe un contrat d'un an pour un montant de 6 millions avec les Dolphins de Miami,.